# Linderödsåsen
De Linderödsåsen is een heuvelrug in het Zweedse landschap Skåne. 
De heuvelrug loopt van het noordwesten naar het zuidoosten. Hij begint iets ten noorden van de plaats Höör en eindigt bij het nationaal park Stenshuvud. De heuvelrug is ongeveer 15 tot 30 kilometer breed en 60 kilometer lang. De Linderödsåsen vormde lange tijd een soort natuurlijke grens tussen de Zweedse provincies Malmöhus län en Kristianstads län, deze provincies gingen in 1999 samen tot Skåne län. De gemiddelde hoogte van de heuvelrug ligt op ongeveer 100 tot 120 meter boven de zeespiegel. Het hoogste punt ligt op 196 meter boven de zeespiegel.